# Friedrich von Alberti

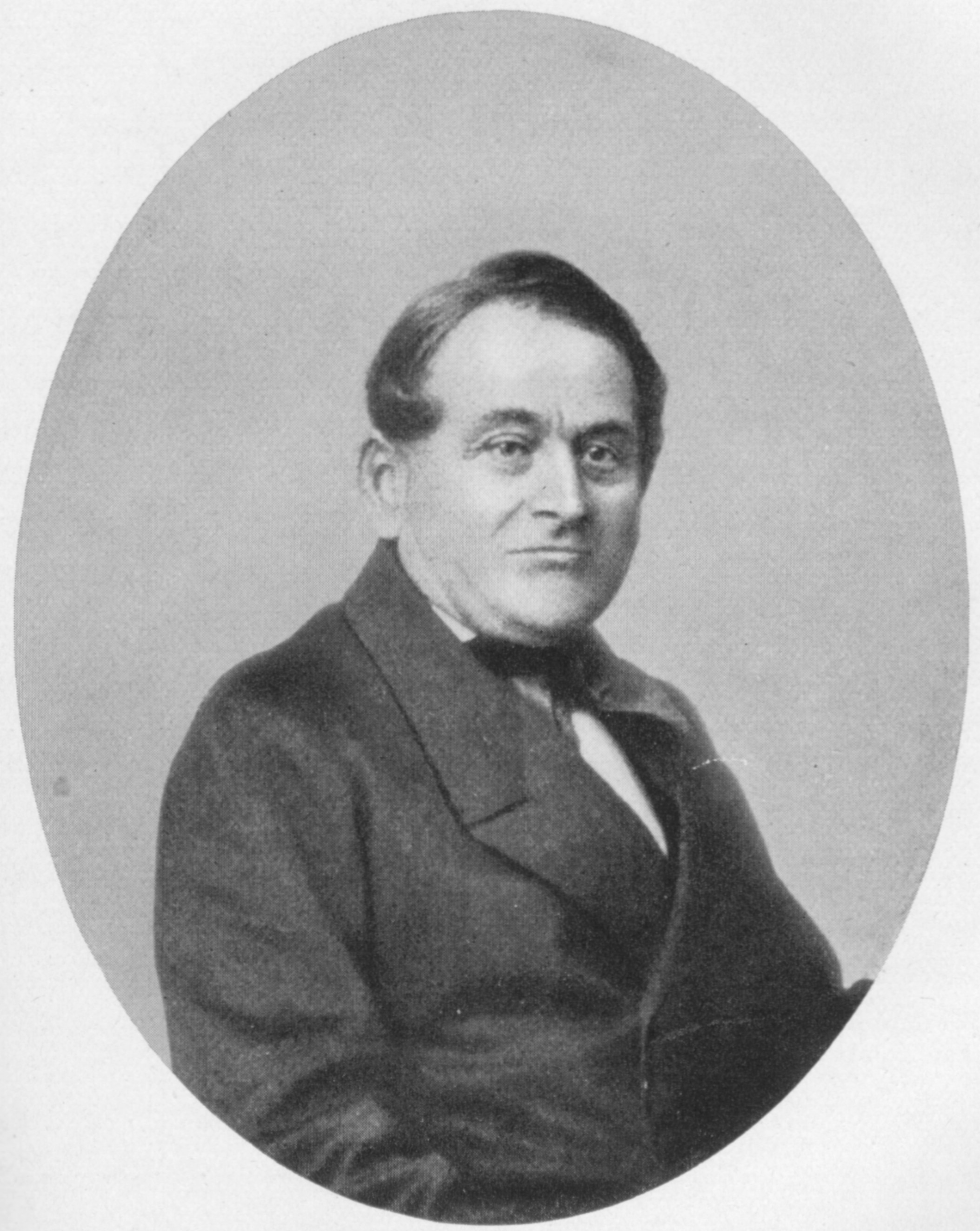
Friedrich von Alberti

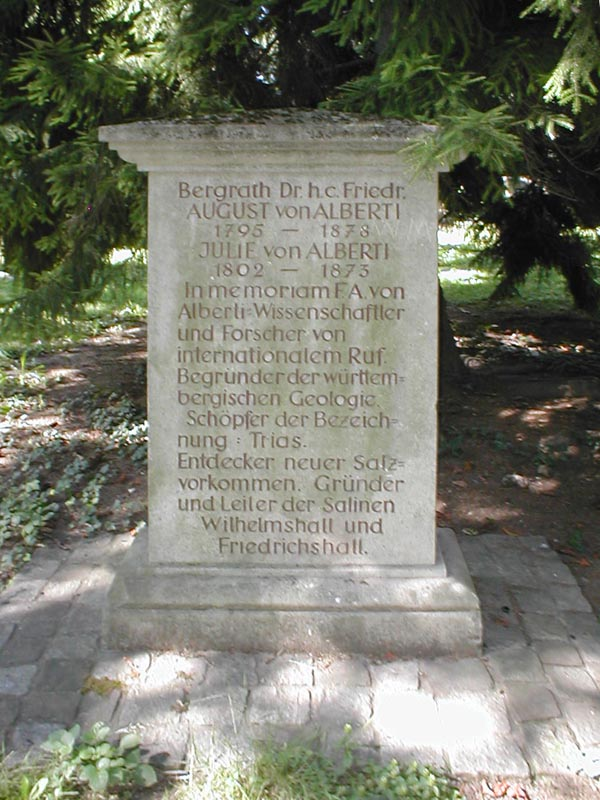
Alberti-Gedenkstein im Alten Friedhof Heilbronn

Friedrich August Alberti, ab 1807 von Alberti (* 4. September 1795 in Stuttgart; † 12. September 1878 in Heilbronn) war ein deutscher Geologe. Er gab der Trias ihren Namen und machte sich über Jahrzehnte um die Salzgewinnung im Württemberg des 19. Jahrhunderts verdient.

## Leben
Alberti war ein Sohn von Franz Karl Alberti (1742–1820) und dessen Ehefrau Christiane Friederike, geborene Hauff (1759–1820). Sein Vater war württembergischer Oberst, der im Dezember 1806 durch die Verleihung des Ritterkreuzes des Militärverdienstordens zunächst in den persönlichen, und am 2. Januar 1807 durch König Friedrich in den erblichen Adelsstand erhoben wurden.
Friedrich Alberti ging an den Standorten seines Vaters in Stuttgart, Rottweil und Öhringen zur Schule. Ab 1809 studierte er beim Bergkadettenkorps des aus der Karlsschule hervorgegangenen Stuttgarter Militärinstitutes. Nach Ende der Ausbildung erhielt er 1815 seine erste Anstellung als Geologe in der königlich württembergischen Saline in Sulz am Neckar, in der Sole aus Bohrlöchern gewonnen und zu Salz gesotten wurde. Er schuf sich dort einen guten Ruf und wurde 1818 mit der Aufsicht über den Bau der neuen Saline Friedrichshall in Jagstfeld (heute Bad Friedrichshall) betraut.
Am 23. Oktober 1821 heiratete Alberti im benachbarten Kochendorf (heute Bad Friedrichshall) seine Julie Freiin von Degenfeld, mit der er elf Kinder hatte (von denen drei früh starben), darunter Otto von Alberti (1834–1904). Ab 1822 suchte er im Auftrag der württembergischen Regierung bei Schwenningen nach Steinsalz und wurde schließlich im Juli 1823 zwischen Dürrheim und Schwenningen fündig. Württemberg ließ hier die unter Albertis Leitung stehende Saline Wilhelmshall (benannt nach dem damaligen württembergischen König Wilhelm I.) errichten, die Salz für die Schweiz herstellte, deren alleinige Belieferung mit Salz sich Württemberg vertraglich gesichert hatte. Weitere von Alberti vorgeschlagene Bohrungen im Primtal bei Rottweil stießen am 14. September 1824 beim früheren Kloster Rottenmünster auf Steinsalz. Dort wurde eine weitere Saline errichtet, die ebenfalls den Namen Wilhelmshall trug und unter Leitung Albertis stand wie auch die Saline in Sulz. Durch das von ihm ausgearbeitete Württembergische Siedesystem konnte Alberti später den Salzertrag beim Sieden verdoppeln.
1826 erschien sein erstes wissenschaftliches Werk Die Gebirge des Königreichs Würtemberg in besonderer Beziehung auf Halurgie, in dem er neben dem württembergischen Salinenwesen vor allem die Gesteinskunde behandelt. Ein ganzes Kapitel des Buches beschäftigte sich mit dem „Thon, Gyps und Sandstein-Gebirge von Heilbronn“, das Alberti als Keuper-Formation bezeichnete. In der Folge machte sich Alberti insbesondere um die Erforschung der Trias-Formation verdient, der er 1834 in seinem Werk Beitrag zu einer Monographie des bunten Sandsteins, Muschelkalks und Keupers, und die Verbindung dieser Gebilde zu einer Formation auch diesen Namen gab. Seine Erkenntnisse verdankte er dem intensiven Studium der Landschaft im württembergischen Unterland um Heilbronn, die von Geowissenschaftlern deswegen bis heute als Modell-Landschaft für die Trias angesehen wird. Fachsprachliche Benennungen wie Heilbronn-Formation oder Löwenstein-Formation sind dafür Beleg.
Im 1832 gegründeten Verein zur Aufsuchung der Alterthümer in der Gegend von Rottweil, später Archäologischer Verein zu Rottweil heute Rottweiler Geschichts- und Altertumsverein, dem ersten historischen Verein Württembergs, war Alberti von Beginn an Ausschussmitglied. Er leitete verschiedene Ausgrabungen und verfasste einige Jahresberichte des Vereins. 1836 wurde Alberti zum Bergrat ernannt und unternahm auf Veranlassung des württembergischen Finanzministers Johann Christoph von Herdegen eine große Reise durch fast alle Salzwerke Deutschlands und die Salzlager Oberschlesiens, Südpolens, Galiziens und in den Ostalpen. Weitere Reisen zu Beginn der 1840er-Jahre nach Frankreich und in die Zentralalpen dienten ihm als Vorstudien für seine 1852 erschienene Halurgische Geologie.
Nachdem die Schweiz eigene Salzlager erschlossen hatte und der Salzhandel dorthin folglich zurückgegangen war, sah sich die württembergische Regierung veranlasst, den Schwerpunkt der Salzgewinnung im Land wieder vom oberen an den für den Absatz nun günstiger gelegenen unteren Neckar zu verlegen. Die steigende Bedeutung des dort gelegenen Heilbronn als Industriestadt war hierfür ein weiterer Grund.
Ab 1824 wurde im Bergwerk Wilhelmsglück bei Hall Steinsalz bergmännisch abgebaut. Auch Alberti war der Ansicht, dass dem Salzbergwerk gegenüber den Salinen die Zukunft gehöre. Ein über mehrere Jahre erfolgloser Schachtbauversuch bei Rottweil wurde 1849 eingestellt. 1853 beschloss die Regierung, bei der Saline Friedrichshall einen Schacht bauen zu lassen. Mit der Leitung des Baus wurde Alberti beauftragt, der so nach über 30 Jahren wieder nach Friedrichshall zurückkehrte. Am 2. Januar 1854 wurde mit dem Schachtbau begonnen. Unvorhergesehene Wassereinbrüche verzögerten die Fertigstellung und trieben die Baukosten auf nahezu eine Million Gulden hoch. Am 14. März 1859 traf man schließlich in 153 Meter Tiefe auf eine 15 Meter mächtige Steinsalzschicht, die bergmännisch abgebaut werden konnte und so die bislang betriebene Soleförderung ergänzte. Das Salzbergwerk Friedrichshall war nach dem Bergwerk Wilhelmsglück das zweite in Württemberg.
Bei der königlichen Familie Württembergs genoss Alberti großes Vertrauen; für das Jahr 1856 ist ein zweiwöchiger Aufenthalt des damals achtjährigen Prinzen Wilhelm im Hause Albertis in Friedrichshall belegt. Die ausgedehnten Sammlungen von Fossilien, die Alberti zeit seines Lebens angelegt hatte, kaufte 1862 der württembergische Staat für das Königliche Naturalienkabinett (heute Staatliches Museum für Naturkunde).
1864 erschien Albertis letztes großes Werk, Überblick über die Trias mit Berücksichtigung ihres Vorkommens in den Alpen. Er konnte darin neue geologische Erkenntnisse über die Schichtenfolge im Heilbronner Raum verwerten, die 1859 bis 1862 beim Bau des 891 Meter langen Weinsberger Tunnels der Bahnstrecke Heilbronn–Crailsheim zwischen Heilbronn und Weinsberg gewonnen worden waren. Erstmals versuchte er auch, die württembergischen Trias-Schichten mit ähnlichen Gesteinsfolgen in den Alpen zu vergleichen.
Bis 1870 leitete Alberti noch Saline und Bergwerk Friedrichshall sowie die Saline Clemenshall im benachbarten Offenau und trat dann, im Alter von 75 Jahren, in den Ruhestand. Bis zu seinem Tod im September 1878 lebte er noch acht Jahre zurückgezogen in Heilbronn. Seine Frau, die im April 1873 starb, überlebte er um fünf Jahre. Ab 1881, drei Jahre nach Albertis Tod, wurde nach dem Vorbild von Albertis Lebenswerk auch in Heilbronn nach Salz gebohrt. 1883 gründete sich die Salzwerk Heilbronn AG, die heutige Südwestdeutsche Salzwerke AG. 1885 wurde mit dem Abbau im Heilbronner Salzbergwerk begonnen.
Alberti galt in seinem Beruf als energisch, fleißig und um Gerechtigkeit bemüht. Er war nach Beschreibung von Zeitgenossen ein guter Redner, der gerne Gesellschaften mit vielen Anekdoten unterhielt. Als Familienmensch hatte er zu seiner Frau und seinen Kindern immer ein inniges Verhältnis.

## Würdigung
Alberti wurde schon zu Lebzeiten vielfältig gewürdigt und mit der königlich württembergischen Goldmedaille für Wissenschaft und Kunst, mit dem Ritterkreuz des Ordens der Württembergischen Krone (1838) und dem Komturkreuz des Friedrichs-Ordens ausgezeichnet. 1863 wurde er anlässlich der Gründung der Naturwissenschaftlichen Fakultät der Universität Tübingen ehrenhalber zum Doktor der Naturwissenschaften ernannt. In mindestens neun gelehrten Gesellschaften war er Mitglied oder Ehrenmitglied, u. a. wurde er im Januar 1849 (lfd. Nr. 1 von 170 Mitgliedern) in die Ende Dezember 1848 neu gegründete Deutsche Geologische Gesellschaft aufgenommen und 1854 zum korrespondierenden Mitglied der Bayerischen Akademie der Wissenschaften gewählt.
Neben vielen Fossilien wurden auch zwei Gesteinsschichten der Trias nach Alberti benannt; eine internationale, englischsprachige geologische Fachzeitschrift heißt ihm zu Ehren Albertiana. In Rottweil und Heilbronn tragen jeweils eine Straße seinen Namen, und auch das 1996 eingeweihte Bad Friedrichshaller Gymnasium trägt nach ihm den Namen Friedrich-von-Alberti-Gymnasium.
Seit 1998 werden zudem zwei nach Alberti benannte Wissenschaftspreise verliehen: zum einen der mit 10.000 Euro dotierte Friedrich-von-Alberti-Preis der Alberti-Stiftung der Hohenloher Muschelkalkwerke für herausragende Leistungen auf dem Gebiet der Paläontologie, zum anderen die Friedrich-von-Alberti-Medaille des Vereins der Heilbronner Mineralien- und Fossilienfreunde für Verdienste um die regionale Geologie des Heilbronner Raumes.

## Schriften
- Die Gebirge des Königreichs Würtemberg, in besonderer Beziehung auf Halurgie: Mit Anmerkungen und Beilagen von Prof. G. Schübler in Tübingen / von Friedrich von Alberti, Salinen-Verwalter von Wilhelmshall. Mit 5 geognostischen Karten. Stuttgart und Tübingen, in der J. G. Cotta’schen Buchhandlung, 1826.
- Beitrag zu einer Monographie des bunten Sandsteins, Muschelkalks und Keupers, und die Verbindung dieser Gebilde zu einer Formation. Mit 2 Tafb. lith. Stuttgart & Tübingen, 1834.
  - Reprographischer Nachdruck der Ausgabe Stuttgart, Cotta, 1834 / Friedrich-von-Alberti-Stiftung der Hohenloher Muschelkalkwerke. Mit einem Vorwort des Herausgebers und einem biographischen Essay von Wolfgang Hansch. Goldschneck-Verlag Weidert, Weinstadt 1998, ISBN 3-00-003351-3
- Übersicht der mineralogischen Verhältnisse des Gebiets der vormaligen freien Reichsstadt Rottweil. Rottweil: Englerth 1840. In: Heinrich Ruckgaber: Geschichte der Frei- und Reichsstadt Rottweil, S. 576–627.
- Halurgische Geologie. 2 Bände. Cotta, Stuttgart 1852.
- Die Bohnerze des Jura, ihre Beziehung zur Molasse und zu den Gypsen von Paris, Aix und Hohenhoewen. Stuttgart 1853. Auch in: Württembergische naturwissenschaftliche Jahreshefte 1853.
- Überblick über die Trias mit Berücksichtigung ihres Vorkommens in den Alpen. Mit 7 Steindrucktafeln. Stuttgart 1864. doi:10.5962/bhl.title.14903, Archive
- Roemische Altertuemer in der Umgegend von Rottweil am Neckar. Stuttgart: 1833–1837. Jahresbericht des Archäologischen Vereins zu Rottweil.